# Dosan-Ahn-Chang-ho-Klasse
Die Dosan-Ahn-Chang-ho-Klasse, auch als KSS-III-Klasse bezeichnet, ist eine Klasse von bisher zwei in Dienst stehenden konventionellen U-Booten mit ballistischen Raketen der Marine der Republik Korea (ROKN).

## Einheiten
| Kennung   | Name                            | Bauwerft     | Kiellegung       | Stapellauf         | Indienststellung | Status    |
| 1. Baulos | 1. Baulos                       | 1. Baulos    | 1. Baulos        | 1. Baulos          | 1. Baulos        | 1. Baulos |
| --------- | ------------------------------- | ------------ | ---------------- | ------------------ | ---------------- | --------- |
| SS-083    | Dosan Ahn Chang-ho (도산안창호) | DSME         | 17. Mai 2016     | 14. September 2018 | 13. August 2021  | aktiv     |
| SS-085    | Ahn Mu (안무)                   | DSME         | 17. April 2018   | 10. November 2020  | 20. April 2023   | aktiv     |
| SS-086    | Shin Chae-ho (이동녕)           | HHI          | 17. April 2019   | 28. September 2021 | 4. April 2024    | aktiv     |
| 2. Baulos |                                 |              |                  |                    |                  |           |
| SS-087    | Lee Bong-chang (이봉창)         | Hanwha Ocean | 30. März 2023    |                    |                  | im Bau    |
|           | Namenlos                        | Hanwha Ocean | 12. Juli 2024    |                    |                  | im Bau    |
|           | Namenlos                        | Hanwha Ocean | 30. Oktober 2024 |                    |                  | im Bau    |